# Риоль
Риоль (нем. Riol) — община в Германии, в земле Рейнланд-Пфальц. 
Входит в состав района Трир-Саарбург. Подчиняется управлению Швайх.  Население составляет 1186 человек (на 31 декабря 2010 года). Занимает площадь 6,31 км².